# 巴拿马港湾

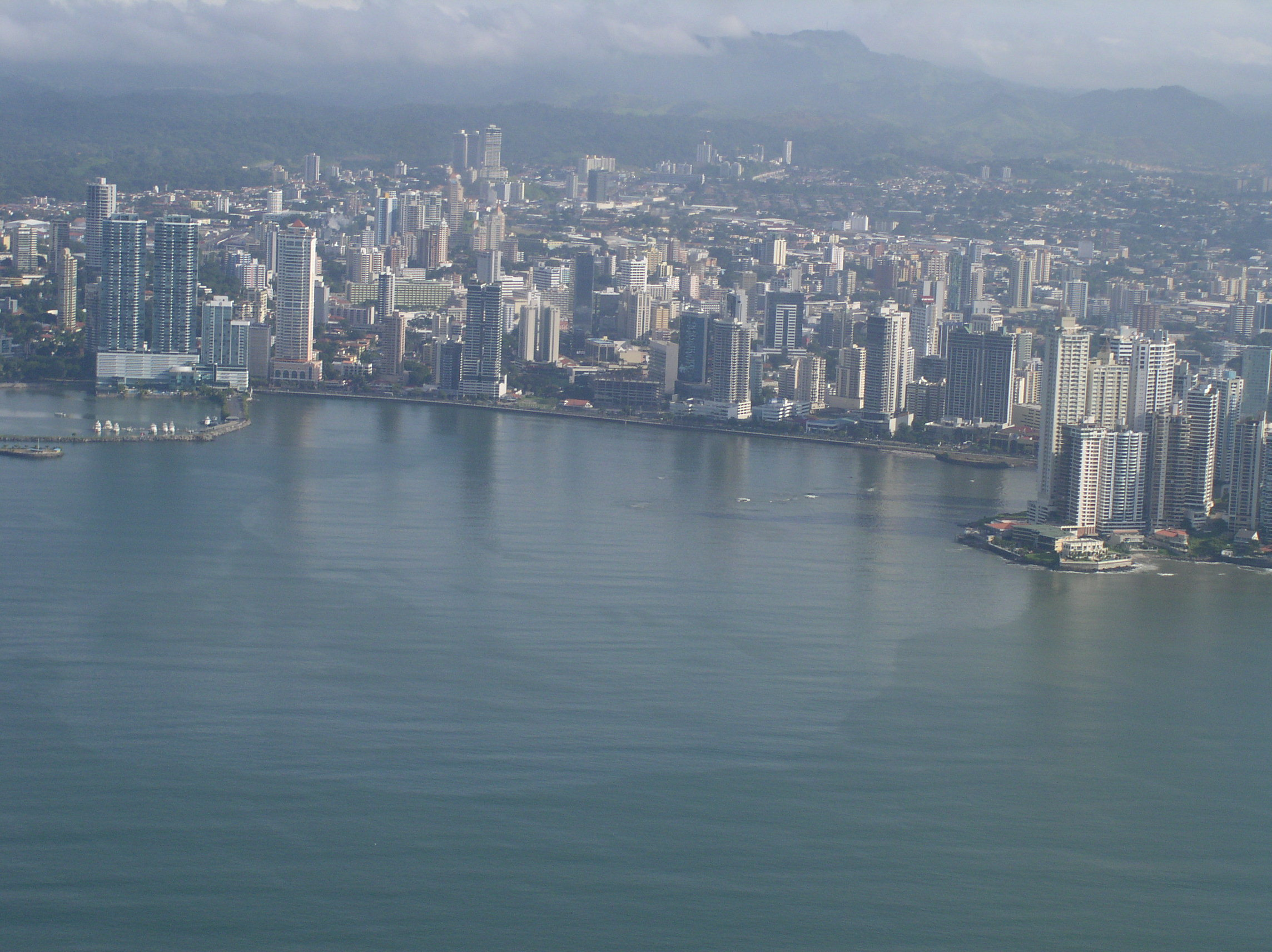
巴拿马港湾与巴拿马城

巴拿马港湾（英語：Panama Bay）是巴拿马湾的一部分，位于巴拿马运河的出海口。

## 污染问题
据世界资源研究所统计，巴拿马港湾的富营养化问题非常严重。主要污染源为附近岸上的农业和畜牧业的排放，以及巴拿马城的城市污水的排放。